# Junkers Ju 287
Junkers Ju 287 - foi o primeiro bombardeiro desenvolvido com a técnica do motor a jato. O Ju 287 era dotado com asas com enflechamento negativo (voltadas para frente), para evitar problemas de perda de controle em baixas altitudes.

## Projeto
Para reduzir custos e acelerar o andamento do projeto, foram usadas partes de aviões já existentes: o primeiro protótipo (Ju 287 V1) recebeu a fuselagem do Heinkel He 177, a cauda do Junkers Ju 388, no trem de pouso principal as rodas do Junkers Ju 352 e no nariz as rodas de um B-24 Liberator, avião aliado capturado.
O segundo protótipo (Ju 287 V2) era semelhante ao primeiro, mas tinha um estabilizador horizontal ligeiramente abaixado e tinha seis motores, quatro BMW 003 e dois motores a jato Junkers Jumo 004. O terceiro protótipo (Ju 287 V3) recebeu modificações. Nova fuselagem, trem de pouso retrátil e diferentes motores.
No final do conflito, o exército vermelho assumiu a fábrica de Junkers. O líder do projeto Hans Wocke e sua equipe foram enviados para a URSS, onde uma versão do Ju 287 foi construída e voada como a Junkers EF 131.